# Ardai Tamás
Ardai Tamás (Budapest, 1954. február 11. –) magyar filmrendező, operatőr, dramaturg, producer.

## Életpályája
A Vörösmarty Gimnázium elvégzése után a Színház- és Filmművészeti Főiskola dramaturgiai szakát végezte el. Nemeskürty István osztályában 1977 és 1980 között. Közben nyomdai fotós és kirakatrendező is volt.
1973-tól 1982-ig a Magyar Televízióban produkciós asszisztensként, rendezőként és operatőrként is dolgozott. 1977 és 1981 között operatőr volt a francia Antenne 2 televíziós csatornánál. 1979-től 1982-ig Jancsó Miklós asszisztenseként dolgozott filmes és színházi produkciókban. 1981–1982-ben a Kőszegi Várszínház dramaturgjaként, színpadi és látványtervezőjeként tevékenykedett. Ezután 1983-ig a MAHIR-nél volt produkciós igazgató. 1983 és 1990 között független filmesként dolgozott. 1990-ben megalapította az A.R.T. Productions Film céget.
Mint vezető rendező az RTL Klub Barátok közt című szappanoperájának egyik elindítója volt. 2000–2001-ben a TV2 Forbidden Love című műsorának kreatív producere volt. 2003-ban részt vett a Dumaszínház megalapításában.
Számos reklámfilmet rendezett, ezekkel jelentős szakmai sikereket aratott. Az európai reklámfilmesek között rekordnak számító hét alkalommal nyert Telly Awardsot az Amerikai Egyesült Államokban.
Nős, két gyermeke van. Édesapja amerikai állampolgár, New Yorkban él.

## Díjai
- Cincinnati USA Telly Awards: Prevent-reklámfilm (1993)
- Cincinnati USA Telly Awards: VW Vento-reklámfilm (1993)
- Cincinnati USA Telly Awards: Detia-reklámfilm (1994)
- Cincinnati USA Telly Awards: Globex Lion-reklámfilm (1995)
- Cincinnati USA Telly Awards: MALÉV-reklámfilm (1997)
- Cincinnati USA Telly Awards: OTP-reklámfilm (1997)